# Damn Right, Rebel Proud
Albums de Hank Williams III
The Warrior's Code
Damn Right, Rebel Proud est le quatrième album du chanteur de cowpunk Hank Williams III. Sortit le 21 octobre 2008, l'album fut réalisé en deux parties, une censurée et l'autre non censurée. Alors que certaines des chansons sont dans la droite lignée de la country néo-traditionaliste, Hank III insère plus de rock 'n' roll et d'énergie punk dans cet opus.
C'est l'album de Hank III se positionnant le plus haut dans les charts de country américain, se positionnant second.

## Liste des chansons
Toutes les chansons sont écrites par Hank Williams III.
1. "The Grand Ole Opry (Ain't So Grand)" — 2:35
2. "Wild & Free" — 2:58
3. "Me & My Friends" — 3:12
4. "Six Pack of Beer" — 2:32
5. "I Wish I Knew" — 3:30
6. "If You Can't Help Your Own" — 3:32
7. "Candidate for Suicide" — 3:41
8. "H8 Line" — 3:12
9. "Long Hauls & Close Calls" — 2:43
10. "Stoned & Alone" — 5:12
11. "P.F.F." — 10:01
12. "3 Shades of Black" — 4:18
13. "Workin' Man" (Bob Wayne) — 3:01

## Personnel apparu sur l'album
- Joe Buck, Jr. – Contrebasse
- Chris Carmichael – Violon
- Charlie Cushman – Banjo
- Andy Gibson – Dobro
- Donnie Herron – Violon
- Johnny Hiland – Guitare (Électrique)
- Randy Kohrs – Guitare (Acoustique), Dobro
- Jim Lightman – Ingénieur
- Adam McOwen – Violon, Accordéon
- Shaun McWilliams – Batterie
- Keith Neltner – Design, Illustrations
- Gary Sommers – Violon
- Marty Stuart – Mandoline, Guitare (Électrique)
- Jennifer Tzar – Photographie
- Bob Wayne – Basse, Guitare, chœurs
- Hank Williams III – Guitare (Acoustique), Guitare, Batterie, chant, ingénieur, Instrumentation